# Permopsocida
Permopsocida (лат.) — отряд вымерших крылатых насекомых, близкий к сеноедам и трипсам.

## Возраст и распространение
Меловой, юрский, каменноугольный и пермский периоды (от 90 до 300 млн лет). Австралия, Германия, Казахстан, Китай, Россия, США.

## Описание
Мелкие насекомые, обладают сосущими ротовыми органами. Длина переднего крыла менее 1 см (2—8 мм), ширина 1—3 мм. Мандибулы вытянутые, нижнечелюстные щупики 4-члениковые, нижнегубные щупики состоят из 3 сегментов, параглоссы длинные и склеротизированные. Голова немного приплюснута; щёки разделены бороздкой на две части. Лапки 4-члениковые; передние и задние крылья имеют сходный размер, формы и жилкование.
Исследование содержимого кишечника Psocorrhyncha burmitica с помощью 3D рентгеновской микрокомпьютерной томографии выявило пыльцу покрытосеменных растений, что подтверждает предположение о роли Permopsocida как эволюционно наиболее ранних поедателях пыльцы с относительно неспециализированными ротовыми органами.

## Систематика
3 семейства, 18 родов и около 30 ископаемых видов. Таксон Permopsocida был впервые выделен в ранге подотряда в 1926 году австралийско-английским энтомологом и палеонтологом Робертом Джоном Тилльярдом и долгое время включался в отряд Psocoptera или надотряд Psocodea (Psocopterida), а статус отдельного самостоятельного отряда придан в 2016 году. Ископаемый отряд Permopsocida близок к сеноедам и трипсам, представляет собой эволюционную линию, документирующую переход от жевательных к прокалывающе-всасывающим ротовым. Филогенетический анализ показал, что Permopsocida должен быть включён в кладу Acercaria (Paraneoptera), которая признана монофилетичной и близкой к сестринскому ископаемому отряду Hypoperlida; отряд Permopsocida рассматривается внутри Acercaria в качестве сестринской группы к кладе отрядов трипсы + полужесткокрылые (Condylognatha), а надотряд Psocodea как сестринская группа к кладе Permopsocida + Condylognatha.
- † Семейство Archipsyllidae 
  - † Archipsylla Handlirsch, 1906[8] (5 видов)
    - † Archipsylla lata Vishnyakova, 1976[5]
    - † Archipsylla primitiva Handlirsch, 1906
    - † Archipsylla similis Vishnyakova, 1976
    - † Archipsylla sinica Huang et al. 2008[7]
    - † Archipsylla turanica Martynov, 1926[9]

  - † Archipsyllodes Vishnyakova, 1976
    - † Archipsyllodes speciosus Vishnyakova, 1976[5]

  - † Archipsyllopsis Vishnyakova, 1976
    - † Archipsyllopsis baissica Vishnyakova, 1976

  - † Burmopsylla Liang et al., 2016
    - † Burmopsylla maculata Liang et al., 2016[10]

  - † Eopsylla Vishnyakova, 1976
    - † Eopsylla sojanense (Becker-Migdisova, 1962)

  - † Mydiognathus Yoshizawa and Leinhard, 2016
    - † Mydiognathus eviohlhoffae Yoshizawa and Leinhard 2016

  - † Psocorrhyncha Huang et al. 2016
    - † Psocorrhyncha burmitica Huang et al. 2016
- † Семейство Permopsocidae Tillyard, 1926 (пермский период, США)
  - † Lithopsocidium Carpenter, 1932[11]
  - † Orthopsocus Carpenter, 1932
  - † Permopsocus Tillyard, 1926 (2 вида)
  - † Progonopsocus Tillyard, 1926
- † Семейство Psocidiidae 
  - † Austropsocidium Tillyard, 1935[12]
  - † Dichentomum Tillyard, 1926 (7 видов)[13]
  - † Hypopsylla Prokop et al., 2016
  - † Liassopsocus Ansorge, 1996
  - † Megapsocidium Tillyard, 1935[12]
  - † Parapsocidium Zalessky, 1937[14]
  - † Stenopsocidium Tillyard, 1935[12]